# Ковалёв, Андрей Владимирович (футболист)
Андре́й Влади́мирович Ковалёв (укр. Андрій Володимирович Ковальов; род. 27 марта 1990, Болгарка, Одесская область) — украинский футболист, полузащитник

## Игровая карьера
Воспитанник киевского ФК «Локомотив». Первый тренер — Сергей Павлович Величко. Профессиональную карьеру начинал в тернопольской «Ниве». В этой команде в некоторых матчах 19-летний юноша умудрялся быть лучшим на поле. С 2011 по 2013 год Ковалёв играл под руководством Руслана Забранского в МФК «Николаев». После того, как «корабелов» возглавил Олег Федорчук, вместе ещё с двумя партнёрами по команде перешёл в харьковский «Гелиос». За «солнечных» Андрей сыграл 20 матчей, но со сменой игровой схемы перестал попадать в состав. Параллельно с этим в «Николаев» вернулся Забранский. В одном из интервью после назначения он называл Ковалёва в числе футболистов, которых он хотел бы вернуть в клуб в первую очередь.
Летом 2015 года Ковалёв вернулся в Николаев. В составе «корабелов» в сезоне 2015/16 полузащитник сыграл 27 матчей в чемпионате против 13 в прошлом за «Гелиос». Подводя итоги сезона, Юрий Остроумов, обозреватель портала Sport Arena, назвал Ковалёва главной звездой «корабелов» и отметил, что «в Николаеве на 26-летнего полузащитника… готовы… ходить целыми семьями. Для местных болельщиков он не только лидер команды и её вожак на футбольном поле, а и кумир за его пределами». В следующем сезоне Ковалёв в составе «Николаева» 26 апреля 2017 года сыграл в полуфинале Кубка Украины против киевского «Динамо».

## Достижения
- Полуфиналист Кубка Украины: 2016/17